# Henry Marsh (neurochirug)

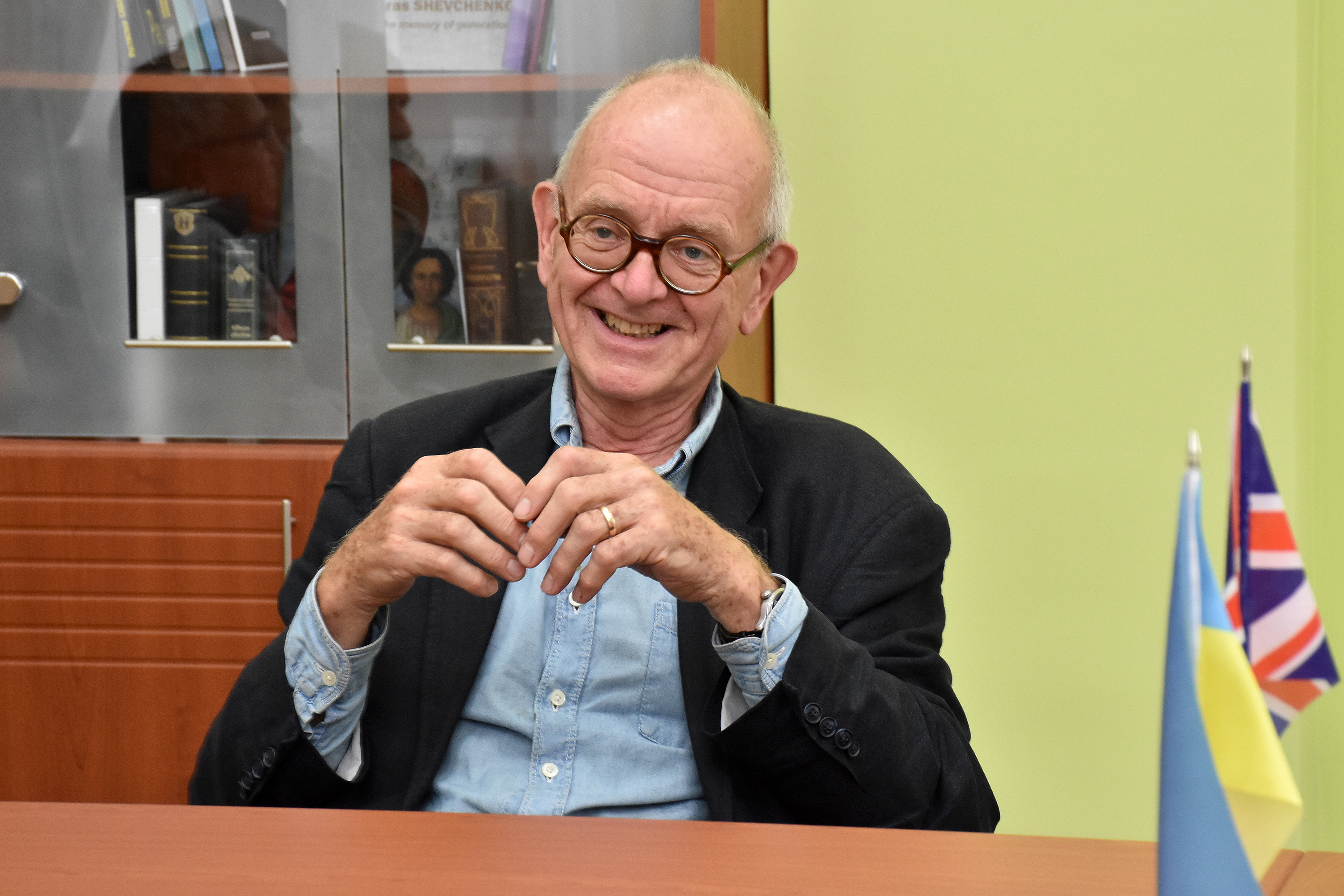
Marsh in 2016

Henry Marsh (1950) is een vooraanstaand Brits neurochirurg en werd nog bekender door de publicatie van zijn boek Do No Harm: Stories of Life, Death and Brain Surgery

## Publicaties
Naast wetenschappelijke publicatie schreef hij ook volgende biografische boeken
- Do No Harm: Stories of Life, Death and Brain Surgery (2014), biografisch boek
- Admissions: Life as a Brain Surgeon (2017), biografisch boek

## Eerbetoon
- 2010 - Commandant in de Orde van het Britse Rijk.

- Bibsys: 1470399609389
- Biblioteca Nacional de España: XX5613581
- Catàleg d'autoritats de noms i títols de Catalunya: 981058581322206706
- Gemeinsame Normdatei: 1069891223
- International Standard Name Identifier: 0000 0000 6220 9345
- Library of Congress Control Number: n2009182621
- Bibliotheek van het Japanse parlement: 001238948
- Nationale Bibliotheek van Tsjechië: osa2017965804
- Nationale Bibliotheek van Israël: 987007408496205171
- Nederlandse Thesaurus van Auteursnamen: 377021490
- Système universitaire de documentation: 192720767
- Virtual International Authority File: 7441147907515279210005